# Porta Aquilonia

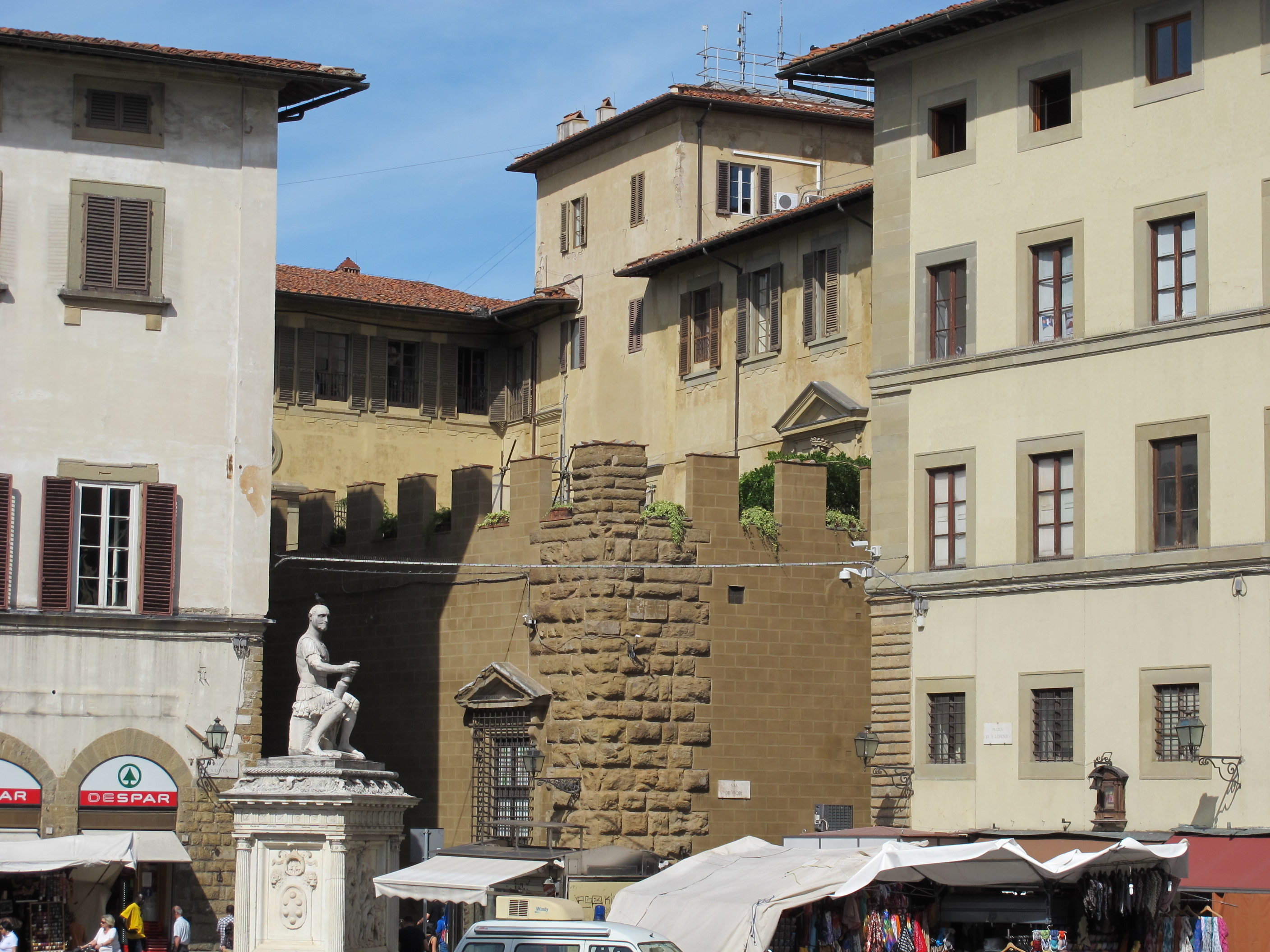
L'imbocco di via dei Ginori, dove doveva sorgere l'ultima Porta Aquilonia

La Porta Aquilonia, o Aquilonare, era un porta cittadina nelle mura di Firenze risalente alla prima cerchia romana e collocata tra le attuali via Roma e piazza San Giovanni, poi spostata tra piazza San Lorenzo e via dei Ginori.

## Storia e descrizione
Nelle mura romane di Florentia la porta sul cardo maggiore rivolta a nord era detta, come accadeva spesso, "porta contra Aquilonem", cioè la porta rivolta verso vento di tramontana e da qui passava tutto il traffico in entrata e in uscita per il passo della Futa e quindi di Bologna e del nord-Italia. Si trovava originariamente in piazza San Giovanni, vicino all'incrocio con l'attuale borgo San Lorenzo (strada che si chiama "borgo" proprio perché collocata subito fuori da una porta cittadina). Si sa che nell'alto medioevo presso l'attuale palazzo Arcivescovile esisteva la residenza del gastaldo usata anche al tempo di Matilde di Canossa, che inglobava la Porta ad Aquilonem (poi detta del Vescovo) e le torri a tronco di cono che la proteggevano, formando una sorta di fortezza, come scrisse Coluccio Salutati. In quel periodo venne detta anche "Porta Domus", cioè del Duomo.
La porta dovette essere spostata, mantenendo il nome, quando venne inglobata con la cerchia matildina la platea episcopis (l'area di piazza San Giovanni) e la chiesa di San Lorenzo, venendo a trovarsi all'imbocco di via dei Ginori. Nei pressi della porta altomedievale scorrevano i fossati che proprio in questa zona venivano alimentati dal Mugnone, prima che il suo corso venisse gradualmente spostato sempre più a ovest. A ricordo di tale passaggio fluviale resta il nome del Canto alle Macine (tra via dei Ginori, via Guelfa e via San Gallo), che si riferisce ai mulini che qui un tempo esistevano. In una di queste case presso i mulini, destinate al popolo minuto, Boccaccio collocò l'abitazione di Calandrino.